# Tulski
Tulski (en ruso: Ту́льский, en adigué: Хьак1эмзие станиц) es un asentamiento de tipo urbano, centro administrativo del raión de Maikop de la república de Adiguesia en Rusia. Está situada a orillas del Bélaya, 12 km al sur de Maikop, la capital de la república. Contaba con 10 732 habitantes en 2010.
Es cabeza del municipio Tulskoye, al que pertenece asimismo Majoshepoliana.

## Historia
La localidad fue fundada en 1862 con el nombre de stanitsa Yeregujáyevskaya. En 1867 fue rebautizada como Túlskaya. El 26 de abril de 1963 recibió el estatus de asentamiento de tipo urbano.

## Demografía

### Evolución demográfica
| 1989  | 2002   | 2007   | 2010   |
| ----- | ------ | ------ | ------ |
| 9,538 | 10,610 | 10,400 | 10,732 |

### Nacionalidades
De los 10 500 habitantes que tenía en 2002, el 79 % de la población era de etnia rusa, el 12.1 % era de etnia armenia, el 2.4 % era de etnia ucraniana, el 1.1 % era de etnia adigué y el 0.4 % era de etnia kurda.

## Cultura
En la localidad hay un museo de historia local. En 2006, Tulski acogió el 15º Festival Regional de Cultura Cosaca.

## Economía y transporte
Los principales sectores de la economía de Tulski son el maderero, el procesado de productos agrícolas (panificadora) y el de los materiales de construcción (hormigón armado).
Tulski cuenta con una estación en el ferrocarril Armavir-Tuapsé.

## Personalidades
- Vladímir Diátlov (1924-1996), escritor soviético.